# Michael Parness
Michael Parness ist ein US-amerikanischer Trader, der durch Online-Spekulationen, hauptsächlich durch Aktienhandel, reich geworden ist. 
Parness lebt in New York und ist ab und an in diversen Fernsehshows zu sehen, in denen er über Märkte spricht. Außerdem schreibt er für The Wall Street Journal, Forbes, Money und die New York Post.

## Werke
- Beherrsche den Markt! Wie Sie von jeder Marktsituation profitieren können. (Rule the Freakin' Market) 2003, ISBN 3-922669-45-X.
- Der Weg zum Profi-Trader. (Power trading, power living) 2006, ISBN 3-89879-205-6.